# Signe & Hjördis
Signe & Hjördis is een Zweeds muziekduo bestaande uit Signe Bornemark (28 juni 2006) en Hjördis Bornemark (29 januari 2004). Naast dat de zussen zangeressen zijn, speelt Signe fluit, percussie en piano en Hjördis speelt viool en fluit.

## Biografie
Signe & Hjördis werden geboren als de dochters van Dan Bornemark en Annika Bornemark en als kleindochters van Gullan Bornemark. Vader Dan en grootmoeder Gullan hebben beiden kinderboeken geschreven waarin Signe & Hjördis voorkwamen, zoals Typ (2017) en Minga egna favoriter (2018). De meiden groeiden op in Kullen in Skåne en gingen naar muziekgeoriënteerde middelbare scholen in Lund en Malmö.
In maart 2023 namen Signe & Hjördis deel aan Melodifestivalen 2023, waar ze aantraden in de vierde voorronde met het nummer Edelweiss. Het nummer werd geschreven door Myra Granberg, Jimmy Jansson en Anderz Wrethov.  Signe & Hjördis eindigden op de zesde plaats, waarmee ze naast de finale grepen. Na hun deelname brachten de zussen een epadunk versie van het nummer Edelweiss uit.